# Angelino Soler
Angelino Soler Romaguera (Alcácer, Valência; a 25 de novembro de 1939) foi um ciclista espanhol dos anos 1960, cujo maior lucro como profissional foi o triunfo na classificação geral da Volta a Espanha de 1961, mérito que conseguiu com tão só 21 anos, convertendo no vencedor mais jovem da competição espanhola, recorde ainda não superado em 2019. Outros postos de honra importantes foram um 6º posto no Tour de France de 1963 e a 2ª praça na Volta à Catalunha de 1963.
Retirou-se do ciclismo profissional aos 28 anos.
Na etapa terceira da Volta Ciclista a Espanha de 2011 com saída em Petrel (Alicante), o presidente da Comunidade Valenciana Alberto Fabra entregou um maillot vermelho de líder da volta a Angelino Soler como homenagem por se cumprir 50 anos da sua vitória na geral da volta.

## Palmarés
| 1961 - Volta a Espanha, mais 1 etapa - Troféu Torres-Serdán - Volta a Andaluzia 1962 - 3 etapas e classificação da montanha do Giro d'Italia - es:Giro del VenetoGiro do Veneto 1963 - 1 etapa do Giro de Cerdeña | 1964 - 1 etapa do Giro d'Italia - 1 etapa do Grande Prêmio da Bicicleta Eibarresa 1966 - Volta ao Levante, mais 1 etapa 1967 - 1 etapa da Volta ao Levante |

## Resultados nas grandes voltas
| Carreira           | 1960 | 1961 | 1962 | 1963 | 1964 | 1965 | 1966 | 1967 | 1968 |
| ------------------ | ---- | ---- | ---- | ---- | ---- | ---- | ---- | ---- | ---- |
| Giro d'Italia      | -    | -    | 12º  | -    | 17º  | -    | -    | -    | -    |
| Tour de France     | -    | -    | Ab.  | 6º   | -    | 22º  | -    | -    | -    |
| Volta a Espanha    | -    | 1º   | -    | -    | -    | -    | 9º   | 11º  | -    |
| Mundial em Estrada | -    | -    | 24º  | 21º  | 26º  | -    | -    | -    | -    |

-: não participa

Ab.: abandono